# Mommie Dearest
[källa behövs]
För filmen, se Mommie Dearest (film).
Mommie Dearest är en memoar publicerad 1978, skriven av Christina Crawford. Boken handlar om Crawfords uppväxt och dysfunktionella förhållande till sin adoptivmor, filmstjärnan Joan Crawford.
Boken gavs ut året efter Joan Crawfords död och blev kontroversiell. Vissa som kände Joan Crawford bestred bokens sanningshalt. Medan Christina Crawfords adoptivbror Chris försvarade boken, var hennes yngre adoptivsystrar, tvillingarna Cathy och Cindy kritiska och beskrev Joan Crawford som en kärleksfull mor. Christina Crawford kontrar att det är åtta års åldersskillnad mellan henne och tvillingarna så att de inte var där när delar av händelserna i boken utspelar sig. Andra som kritiserat boken är Joan Crawfords ex-man Douglas Fairbanks, Jr., Myrna Loy och Crawfords sekreterare Betty Barker.
Boken filmatiserades 1981 med Faye Dunaway i rollen som Joan Crawford och med Mara Hobel (som barn) och Diana Scarwid (som vuxen) i rollen som Christina. Filmen blev ingen kommersiell framgång men har fått en viss kultstatus.